# Carlo Battaglia (pittore)
Carlo Battaglia (La Maddalena, 28 gennaio 1933 – La Maddalena, 17 gennaio 2005) è stato un pittore italiano.

## Biografia
Battaglia crebbe a Genova fino al 1943, quando tornò a La Maddalena fino al 1947. Studiò scenografia all'Accademia di belle arti di Roma, ove fu allievo di Toti Scialoja, e si laureò con una tesi su Jackson Pollock nel 1957.
Prestò servizio nell'aeronautica militare italiana dal 1958 al 1959 e nel 1962 si trasferì a Parigi. Nel 1967 visse a New York, dove strinse amicizia con Ad Reinhardt, Robert Motherwell e Mark Rothko.
Nel 1970 fu invitato per la prima volta alla biennale di Venezia, esponendo una serie sulle maree, un tema che sarebbe stato importante per tutta la sua vita. Le mostre più importanti di Battaglia includono retrospettive a Palazzo Grassi, a Venezia nel 1967, Palazzo dei Diamanti a Ferrara nel 1976 e alla Kunsthalle Düsseldorf nel 1978.
Partecipò inoltre a numerose mostre collettive sull'arte contemporanea italiana tenutesi in molte sedi internazionali, tra cui l'Hirshhorn Museum di Washington nel 1974, il Museum Boijmans Van Beuningen di Rotterdam nel 1977 e la Hayward Gallery di Londra nel 1978. Nel 1978 e nel 1980 partecipò nuovamente alla 40ª e 43ª Biennale di Venezia. Dal 1980 in poi si isolò sempre più e dipinse in totale solitudine.